# ناودسته

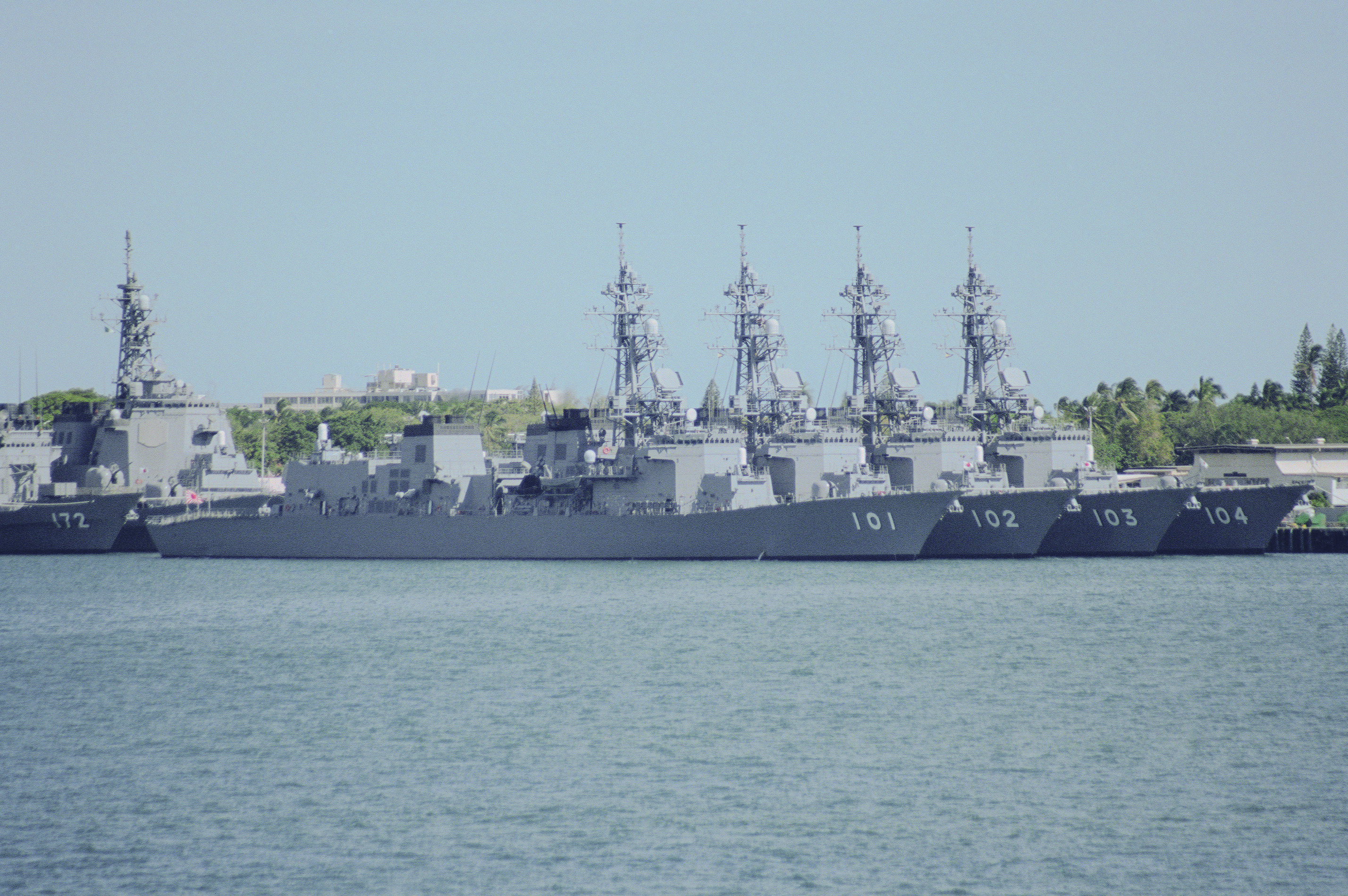
ناودسته

ناودسته (به انگلیسی: division) پایه‌ای‌ترین تقسیم‌بندی اداری-پشتیبانی نیروها در نیروی دریایی چه بر روی کشتی و چه در ساحل می‌باشد. همچنین به نوعی سازمان‌دهی راهکنشی یا عملیاتی در نیروی دریایی گفته می‌شود که زیرمجموعۀ ناوگروه و شامل دو یا چند ناو است.